# Hilal Nador
Hilal Association de Nador – marokański klub piłkarski z siedzibą w Nadorze. Według stanu na sezon 2010/2011 drużyna gra w GNF 2.

## Opis
Klub został założony w 1956 roku. W GNF 1 zadebiutował w sezonie 1986/1987 i w swojej grupie zajął 8. miejsce. Z ligi spadł w sezonie 1988/1989, zajmując ostatnie miejsce. Drużyna gra na Stade Municipal de Nador, który może pomieścić 5000 widzów.